# Ernest Lee Thomas
Ernest Lee Thomas (Gary, 26 de março de 1949) é um ator estadunidense, conhecido por interpretar o agente funerário Sr. Omar, notável por seu bordão Trágico!, no seriado Todo Mundo Odeia o Chris. O ator tem Ambliopia no olho direito.

## Carreira
Thomas começou sua carreira profissional como ator da Broadway, aparecendo em 1974 na produção Love for Love, e The Member of the Wedding em 1975. Ambos os shows estrelou com a atriz Glenn Close. Pouco depois ele se mudou para Los Angeles para prosseguir sua carreira como ator de TV/cinema. No outono de 1975, ele recebeu um papel em um episódio de The Jeffersons. Foi durante a gravação do show que ele passou por uma seleção para o seriado de comédia What's Happening!!, baseado no filme Cooley High de 1975, e finalmente acabou ganhando o papel de Roger "Raj" Thomas na série, que foi ao ar entre 1976 e 1979. Durante a temporada da série, Thomas participou de outros projetos no cinema e na TV, atuando em Baretta, Roots, The Bunch Hour Brady e no filme A Piece of the Action estrelado por Sidney Poitier e Bill Cosby. Embora a série What's Happening!! obtivesse grande êxito na época, foi cancelada após sua terceira temporada no início da primavera de 1979.

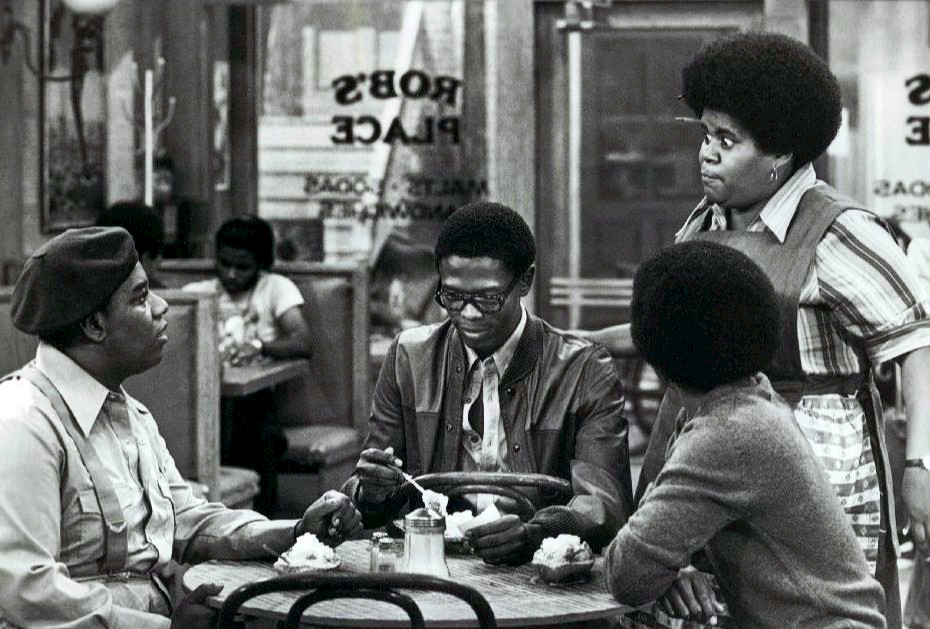
Cena da série What's Happening!! (1977). Sentados: Fred Berry, Ernest Lee Thomas, e Haywood Nelson. Em pé: Shirley Hemphill.

Após seis anos longe da TV e dos filmes, Ernest retomou seu papel juntamente com a reestreia da série What's Happening!! como Roger "Raj" Thomas, entre 1985 e 1988. Posteriormente, desempenhou diversos papéis em séries e filmes, entre 2005 e 2009 interpretou o agente funerário, Sr. Omar no seriado Everybody Hates Chris.
Em 2015 participou do filme Megan Shark vs Kolossus no papel do Almirante Jackson.

## Filmografia
- 1976-1979: What's Happening!! (série de TV) - Roger 'Raj' Thomas
- 1977: A Piece of the Action - John
- 1985-1988: What's Happening Now!! (série de TV) - Roger 'Raj' Thomas
- 1991: Kiss and Be Killed - Det. Ross
- 1992: Malcolm X - Sidney
- 2003: The Watermelon Heist - Jailer
- 2003: Dickie Roberts: Former Child Star - Ernest Thomas
- 2005-2009: Everybody Hates Chris (série de TV) - Sr. Omar
- 2007: Paroled - Royce Henderson
- 2009: Funny People - Diretor do Yo Teach
- 2012: The Lords of Salem - Chip McDonald (não creditado)
- 2013: The Pastor and Mrs. Jones - Pastor
- 2014: Basketball Girlfriend - Lenny
- 2014: Revenge - Neville
- 2014: The Slimbones - Tio AB
- 2015: Mega Shark vs. Kolossus - Almirante  Titus Jackson
- 2015: Chocolate City - Gerente de lanchonetes
- 2016: '79 Parts - Priore
- 2016: Stop Bullying Now: Live from the Big House - ele mesmo
- 2016: Earworm (curta-metragem)
- 2017: Chocolate City: Vegas Strip - Sr. Williams
- 2017: The Gods - Olympus
- 2017: Two Wolves - Olivier